# دیوپانبئک
شهر دیوپانبئک (به فرانسوی: Diepenbeek) در شهرستان اسلت در استان لمبورگ در منطقه فلاندری در کشور بلژیک واقع شده‌است.